# Fenerbahçe SK (piłka siatkowa mężczyzn)
Fenerbahçe SK – (tur. Fenerbahçe Erkek Voleybol Takımı), turecki męski klub siatkarski. Klub powstał w 1927 w Stambule.
Dyrektorem technicznym klubu jest Dariusz Stanicki.

## Nazwy klubu
- 1927-2011 Fenerbahçe Stambuł
- 2011-2014 Fenerbahçe Grundig Stambuł[1]
- 2014-2019 Fenerbahçe Stambuł
- 2019-2023 Fenerbahçe HDI Sigorta Stambuł[2]
- 2023-2024 Fenerbahçe Parolapara Stambuł[3]
- 2024- Fenerbahçe Medicana Stambuł

## Sukcesy
Mistrzostwo Turcji:
- 2008, 2010, 2011, 2012, 2019
- 2004, 2006, 2014, 2021, 2024[4]
- 2007, 2017, 2022[5], 2023[6], 2025[7]

Puchar Turcji:
- 2008, 2012, 2017, 2019, 2025[8]

Superpuchar Turcji:
- 2011[9], 2012, 2017, 2020

Puchar Challenge:
- 2014

## Europejskie puchary[10]
| Sezon     | Europejskie puchary | Osiągnięcie     |
| --------- | ------------------- | --------------- |
| 2004/2005 | Puchar Top Teams    | ćwierćfinał     |
| 2006/2007 | Puchar Top Teams    | 1/8 finału      |
| 2007/2008 | Puchar Challenge    | II runda        |
| 2008/2009 | Liga Mistrzów       | 1/8 finału      |
| 2010/2011 | Liga Mistrzów       | faza grupowa    |
| 2011/2012 | Liga Mistrzów       | faza grupowa    |
| 2011/2012 | Puchar CEV          | runda challenge |
| 2012/2013 | Liga Mistrzów       | faza grupowa    |
| 2013/2014 | Puchar Challenge    | 1. miejsce      |
| 2014/2015 | Liga Mistrzów       | faza grupowa    |
| 2014/2015 | Puchar CEV          | runda challenge |
| 2016/2017 | Puchar CEV          | półfinał        |
| 2017/2018 | Liga Mistrzów       | faza grupowa    |
| 2019/2020 | Liga Mistrzów       | faza grupowa    |
| 2020/2021 | Liga Mistrzów       | faza grupowa    |
| 2021/2022 | Liga Mistrzów       | faza grupowa    |
| 2022/2023 | Puchar CEV          | 1/8 finału      |
| 2023/2024 | Puchar CEV          | półfinał        |
| 2024/2025 | Liga Mistrzów       | faza grupowa    |
| 2024/2025 | Puchar CEV          | ćwierćfinał     |

## Trenerzy
| Lata      | W klubie                    | Trener            |
| --------- | --------------------------- | ----------------- |
| 2003-2005 |                             | Abdullah Paşaoğlu |
| 2005-2007 |                             | Jesús Savigne     |
| 2007-2011 | do 02.02.2011               | György Demeter    |
| 2011-2012 | od 02.02.2011               | Daniel Castellani |
| 2012-2013 | do 01.2013                  | Daniele Bagnoli   |
| 2013-2013 | od 01.2013                  | Fabio Soli        |
| 2013-2015 |                             | Daniel Castellani |
| 2015-2018 | do 29.11.2018               | Veljko Basic      |
| 2018-2020 | od 29.11.2018               | Mariusz Sordyl    |
| 2020-2021 |                             | Erkan Toğan       |
| 2021-2023 | do 29.01.2023               | Daniel Castellani |
| 2023-2024 | od 30.01.2023 do 25.11.2024 | Kerem Eryilmaz    |
| 2024-     | od 26.11.2024               | Slobodan Kovač    |

## Kadra

### Sezon 2025/2026[22]
| Nr                        | Imię i nazwisko          | Data ur. | Wzrost | Pozycja      |
| ------------------------- | ------------------------ | -------- | ------ | ------------ |
| 1                         | Kaan Gürbüz              | 2001     | 199    | atakujący    |
| 9                         | Earvin Ngapeth           | 1991     | 194    | przyjmujący  |
| 11                        | Fabian Drzyzga (kapitan) | 1990     | 196    | rozgrywający |
| 13                        | Yiğit Gülmezoğlu         | 1995     | 194    | przyjmujący  |
| Potwierdzone transfery    |                          |          |        |              |
|                           | Barthélémy Chinenyeze    | 1998     | 204    | środkowy     |
|                           | Maicon França            | 2004     | 216    | przyjmujący  |
|                           | Adis Lagumdzija          | 1999     | 210    | atakujący    |
|                           | Mirza Lagumdzija         | 2001     | 207    | przyjmujący  |
|                           | Burutay Subaşı           | 1990     | 197    | libero       |
| Niepotwierdzone transfery |                          |          |        |              |
|                           | Mert Matıç               | 1995     | 208    | środkowy     |
|                           | Halit Kurtuluş           | 2002     | 202    | środkowy     |

### Sezon 2024/2025
| Nr | Imię i nazwisko                 | Data ur. | Wzrost | Pozycja      |
| -- | ------------------------------- | -------- | ------ | ------------ |
| 1  | Kaan Gürbüz                     | 2001     | 199    | atakujący    |
| 2  | Caner Pekşen                    | 1987     | 184    | rozgrywający |
| 3  | Yılmaz Üner                     | 2005     | 192    | przyjmujący  |
| 4  | Ahmet Samet Baltacı             | 1999     | 206    | środkowy     |
| 5  | Baturalp Burak Güngör           | 1993     | 189    | libero       |
| 6  | Hakkı Çapkınoğlu                | 1990     | 205    | środkowy     |
| 7  | Osman Çağatay Durmaz            | 1996     | 200    | środkowy     |
| 8  | Dražen Luburić                  | 1993     | 202    | atakujący    |
| 9  | Earvin Ngapeth (od 02.01.2025)  | 1991     | 194    | przyjmujący  |
| 11 | Fabian Drzyzga (kapitan)        | 1990     | 196    | rozgrywający |
| 13 | Yiğit Gülmezoğlu                | 1995     | 194    | przyjmujący  |
| 14 | Jeffrey Jendryk (od 10.02.2025) | 1995     | 208    | środkowy     |
| 15 | Mert Cuci                       | 2005     | 203    | środkowy     |
| 17 | Mejsam Salehi                   | 1998     | 200    | przyjmujący  |
| 18 | Denis Karjagin                  | 2002     | 204    | przyjmujący  |
| 19 | Yasin Aydın                     | 1995     | 194    | przyjmujący  |
| 21 | Caner Dengin                    | 1987     | 187    | libero       |

### Sezon 2023/2024

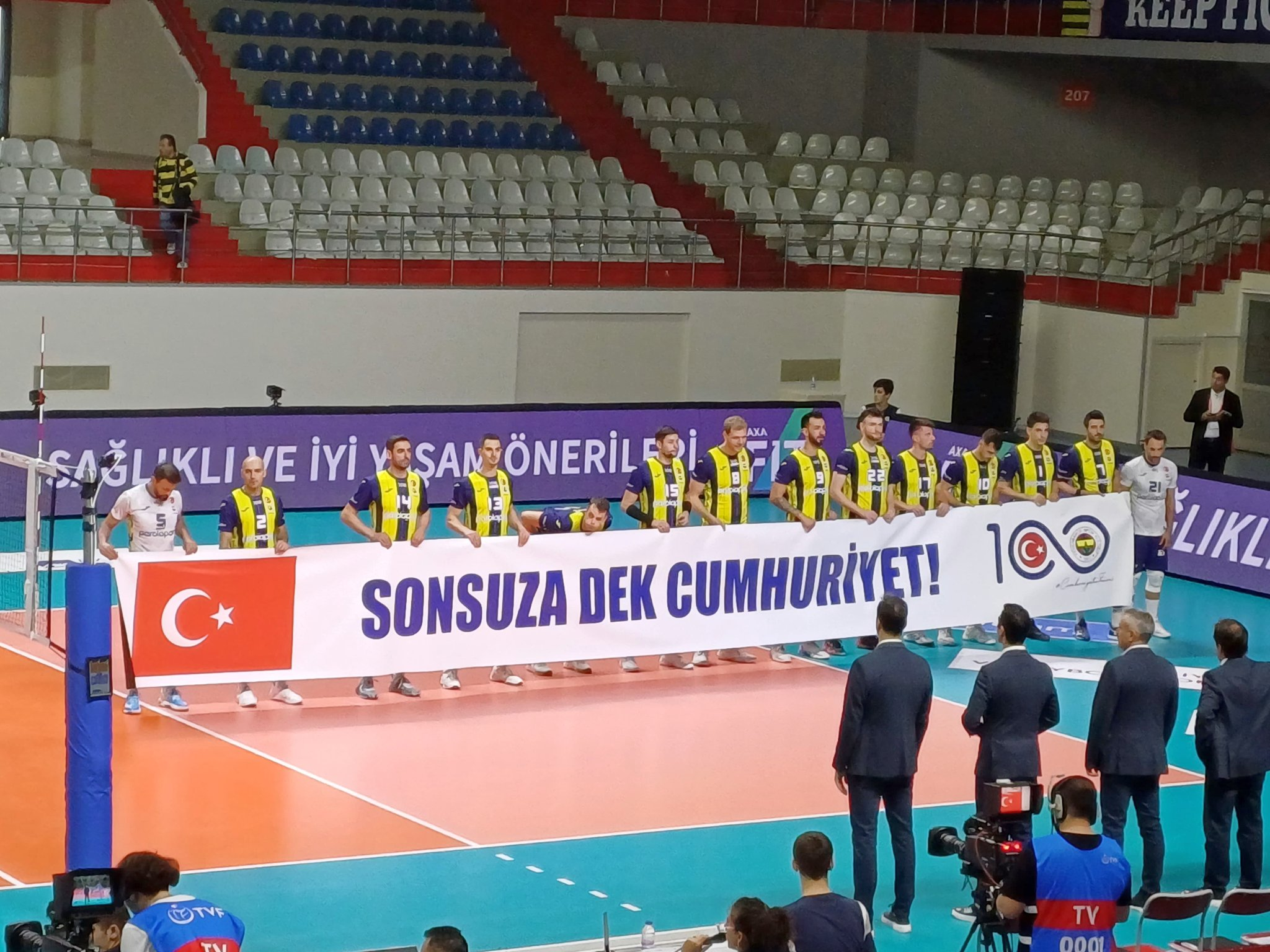
Zawodnicy Fenerbahçe Parolapara Stambuł w sezonie 2023/2024

| Nr | Imię i nazwisko        | Data ur. | Wzrost | Pozycja      |
| -- | ---------------------- | -------- | ------ | ------------ |
| 1  | Kaan Gürbüz            | 2001     | 199    | atakujący    |
| 2  | Caner Pekşen           | 1987     | 184    | rozgrywający |
| 5  | Hasan Yeşilbudak       | 1984     | 190    | libero       |
| 7  | Vahit Emre Savaş       | 1995     | 202    | środkowy     |
| 8  | Dražen Luburić         | 1993     | 202    | atakujący    |
| 9  | Halil İbrahim Kurt     | 1998     | 205    | środkowy     |
| 10 | Ali Deniz Yılmaz       | 1999     | 193    | przyjmujący  |
| 11 | Dick Kooy              | 1987     | 202    | przyjmujący  |
| 13 | Yiğit Gülmezoğlu       | 1995     | 194    | przyjmujący  |
| 14 | Hasan Sıkar            | 1991     | 200    | środkowy     |
| 15 | Nikołaj Penczew        | 1992     | 196    | przyjmujący  |
| 17 | Murat Yenipazar        | 1993     | 194    | rozgrywający |
| 21 | Caner Dengin           | 1987     | 187    | libero       |
| 22 | Mahdi Dżelweh Ghaziani | 2001     | 208    | środkowy     |

### Sezon 2022/2023
| Nr | Imię i nazwisko                 | Data ur. | Wzrost | Pozycja      |
| -- | ------------------------------- | -------- | ------ | ------------ |
| 1  | Kaan Gürbüz                     | 2001     | 199    | atakujący    |
| 4  | Sa’id Maruf                     | 1985     | 189    | rozgrywający |
| 5  | Hasan Yeşilbudak                | 1984     | 190    | libero       |
| 6  | Alexandre Ferreira              | 1991     | 203    | przyjmujący  |
| 7  | Vahit Emre Savaş                | 1995     | 200    | środkowy     |
| 8  | İzzet Ünver                     | 1992     | 191    | przyjmujący  |
| 9  | Halil İbrahim Kurt              | 1998     | 205    | środkowy     |
| 10 | Arda Bostan                     | 2002     | 192    | rozgrywający |
| 11 | Yacine Louati                   | 1992     | 197    | przyjmujący  |
| 14 | Hasan Sıkar                     | 1991     | 200    | środkowy     |
| 16 | Burak Mert                      | 1990     | 185    | libero       |
| 17 | Oğuzhan Tarakçı                 | 1993     | 196    | atakujący    |
| 18 | Pavle Perić                     | 1998     | 207    | przyjmujący  |
| 23 | Ahmet Tümer                     | 2001     | 203    | środkowy     |
| 32 | Nikola Meljanac (od 29.12.2022) | 1999     | 201    | atakujący    |

### Sezon 2021/2022
| Nr | Imię i nazwisko                 | Data ur. | Wzrost | Pozycja      |
| -- | ------------------------------- | -------- | ------ | ------------ |
| 1  | Kaan Gürbüz                     | 2001     | 199    | atakujący    |
| 4  | Yacine Louati                   | 1992     | 197    | przyjmujący  |
| 5  | Hasan Yeşilbudak                | 1984     | 190    | libero       |
| 6  | Mohammad Musawi (do 06.04.2022) | 1987     | 203    | środkowy     |
| 7  | Ahmet Tümer                     | 2001     | 203    | środkowy     |
| 8  | İzzet Ünver                     | 1992     | 191    | przyjmujący  |
| 9  | Burak Mert                      | 1990     | 185    | libero       |
| 10 | Emre Batur                      | 1988     | 201    | środkowy     |
| 11 | Taha Erden                      | 2002     | 196    | przyjmujący  |
| 13 | Salvador Hidalgo Oliva          | 1985     | 198    | przyjmujący  |
| 14 | Hasan Sıkar                     | 1991     | 200    | środkowy     |
| 15 | Metin Toy                       | 1994     | 202    | atakujący    |
| 16 | Oğulcan Yatgın                  | 1997     | 201    | rozgrywający |
| 17 | Muhammed Kaya                   | 1995     | 190    | rozgrywający |
| 18 | Sa’id Maruf (od 22.01.2022)     | 1985     | 189    | rozgrywający |
| 19 | Bora Jozef Stanicki             | 2001     | 202    | przyjmujący  |

### Sezon 2020/2021
| Nr | Imię i nazwisko         | Data ur. | Wzrost | Pozycja      |
| -- | ----------------------- | -------- | ------ | ------------ |
| 1  | Ulaş Kıyak              | 1981     | 187    | rozgrywający |
| 2  | Caner Pekşen            | 1987     | 187    | rozgrywający |
| 3  | Graham Vigrass          | 1989     | 205    | środkowy     |
| 4  | Nicholas Hoag           | 1992     | 200    | przyjmujący  |
| 5  | Hasan Yeşilbudak        | 1984     | 190    | libero       |
| 8  | İzzet Ünver             | 1992     | 191    | przyjmujący  |
| 9  | Halil İbrahim Kurt      | 1998     | 206    | środkowy     |
| 10 | Emre Batur              | 1988     | 201    | środkowy     |
| 12 | Arinze Kelvin Nwachukwu | 2002     | 215    | atakujący    |
| 13 | Salvador Hidalgo Oliva  | 1985     | 198    | przyjmujący  |
| 14 | Hasan Sıkar             | 1991     | 200    | środkowy     |
| 15 | Metin Toy               | 1994     | 202    | atakujący    |
| 18 | Ahmet Karataş           | 1991     | 185    | libero       |
| 19 | Bora Jozef Stanicki     | 2001     | 202    | przyjmujący  |
| 20 | Doruk Daioğlu           | 2001     | 200    | libero       |
|    | Serhat Fatih Uzun       | 2001     | 184    | środkowy     |

### Sezon 2019/2020
| Nr | Imię i nazwisko         | Data ur. | Wzrost | Pozycja      |
| -- | ----------------------- | -------- | ------ | ------------ |
| 1  | Ulaş Kıyak              | 1981     | 187    | rozgrywający |
| 2  | Wouter ter Maat         | 1991     | 200    | atakujący    |
| 4  | Ahmetcan Büyükgöz       | 2000     | 195    | przyjmujący  |
| 5  | Oğulcan Yatgın          | 1997     | 201    | rozgrywający |
| 8  | İzzet Ünver             | 1992     | 191    | przyjmujący  |
| 9  | Thibault Rossard        | 1993     | 193    | przyjmujący  |
| 10 | Emre Batur              | 1988     | 201    | środkowy     |
| 12 | Arinze Kelvin Nwachukwu | 2002     | 215    | atakujący    |
| 13 | Salvador Hidalgo Oliva  | 1985     | 198    | przyjmujący  |
| 14 | Hasan Sikar             | 1991     | 200    | środkowy     |
| 15 | Oğuzhan Karasu          | 1995     | 203    | środkowy     |
| 16 | Ferhat Akdeniz          | 1986     | 203    | środkowy     |
| 17 | Caner Dengin            | 1987     | 188    | libero       |
| 18 | Ahmet Karataş           | 1991     | 185    | libero       |
| 19 | Bora Jozef Stanicki     | 2001     | 202    | przyjmujący  |

### Sezon 2018/2019
| Nr | Imię i nazwisko        | Data ur. | Wzrost | Pozycja      |
| -- | ---------------------- | -------- | ------ | ------------ |
| 1  | Ulaş Kıyak             | 1981     | 187    | rozgrywający |
| 2  | Wouter ter Maat        | 1991     | 200    | atakujący    |
| 4  | Ahmetcan Büyükgöz      | 2000     | 194    | przyjmujący  |
| 5  | Oğulcan Yatgın         | 1997     | 201    | rozgrywający |
| 6  | Kévin Klinkenberg      | 1990     | 198    | przyjmujący  |
| 7  | Anil Durgut            | 1997     | 198    | przyjmujący  |
| 8  | İzzet Ünver            | 1992     | 191    | przyjmujący  |
| 9  | Halil İbrahim Kurt     | 1998     | 206    | środkowy     |
| 10 | Emre Batur             | 1988     | 201    | środkowy     |
| 11 | Halil Dolaşık          | 1996     | 196    | rozgrywający |
| 12 | Bertug Ondes           | 1995     | 197    | środkowy     |
| 13 | Salvador Hidalgo Oliva | 1985     | 198    | przyjmujący  |
| 15 | Oğuzhan Karasu         | 1995     | 203    | środkowy     |
| 16 | Ferhat Akdeniz         | 1986     | 203    | środkowy     |
| 17 | Caner Dengin           | 1987     | 188    | libero       |
| 18 | Ahmet Karataş          | 1991     | 185    | libero       |
| 19 | Konstantin Čupković    | 1987     | 205    | przyjmujący  |

### Sezon 2017/2018
| Nr | Imię i nazwisko   | Data ur. | Wzrost | Pozycja      |
| -- | ----------------- | -------- | ------ | ------------ |
| 1  | Selçuk Keskin     | 1982     | 193    | rozgrywający |
| 2  | Oğulcan Yatgın    | 1997     | 201    | rozgrywający |
| 5  | Alen Šket         | 1988     | 204    | przyjmujący  |
| 6  | Guillaume Quesque | 1989     | 203    | przyjmujący  |
| 7  | Anil Durgut       | 1997     | 198    | przyjmujący  |
| 8  | Jurij Hładyr      | 1984     | 202    | środkowy     |
| 9  | Resul Tekeli      | 1986     | 202    | środkowy     |
| 10 | Burak Hazırol     | 1991     | 180    | libero       |
| 12 | Bertug Ondes      | 1996     | 200    | atakujący    |
| 13 | Oğuzhan Karasu    | 1995     | 203    | środkowy     |
| 15 | Metin Toy         | 1994     | 202    | atakujący    |
| 16 | Ferhat Akdeniz    | 1986     | 203    | środkowy     |
| 17 | İzzet Ünver       | 1992     | 191    | przyjmujący  |
| 18 | Ahmet Karataş     | 1991     | 185    | libero       |

### Sezon 2016/2017
| Nr | Imię i nazwisko       | Data ur. | Wzrost | Pozycja      |
| -- | --------------------- | -------- | ------ | ------------ |
| 1  | Selçuk Keskin         | 1982     | 193    | rozgrywający |
| 2  | Alen Pajenk           | 1986     | 203    | środkowy     |
| 3  | Sabit Karaağaç        | 1987     | 202    | środkowy     |
| 5  | Alen Šket             | 1988     | 204    | przyjmujący  |
| 6  | Guillaume Quesque     | 1989     | 203    | przyjmujący  |
| 7  | Metehan Baş           | 1996     | 201    | atakujący    |
| 9  | Ediz Kaan Firincioglu | 1993     | 198    | przyjmujący  |
| 10 | Bati Kayhan           | 1996     | 192    | środkowy     |
| 11 | İbrahim Emet          | 1986     | 208    | środkowy     |
| 12 | Bertug Ondes          | 1995     | 197    | środkowy     |
| 14 | Ismaïl Moalla         | 1990     | 195    | przyjmujący  |
| 15 | Metin Toy             | 1994     | 202    | atakujący    |
| 16 | Oğulcan Yatgın        | 1997     | 201    | rozgrywający |
| 18 | Mehmet Ozbek          | 1984     | 183    | libero       |

### Sezon 2015/2016
| Nr | Imię i nazwisko       | Data ur. | Wzrost | Pozycja      |
| -- | --------------------- | -------- | ------ | ------------ |
| 1  | Selçuk Keskin         | 1982     | 193    | rozgrywający |
| 2  | Alen Pajenk           | 1986     | 203    | środkowy     |
| 3  | Sabit Karaağaç        | 1987     | 202    | środkowy     |
| 6  | Guillaume Quesque     | 1989     | 203    | przyjmujący  |
| 8  | İzzet Ünver           | 1992     | 195    | przyjmujący  |
| 9  | Ediz Kaan Firincioglu | 1993     | 198    | przyjmujący  |
| 10 | Ali Berke Sağır       | 1993     | 200    | rozgrywający |
| 11 | Ugur Gunes            | 1993     | 203    | środkowy     |
| 13 | Oğuzhan Karasu        | 1995     | 205    | środkowy     |
| 14 | Mert Nevzat Güneş     | 1995     | 197    | przyjmujący  |
| 15 | Metin Toy             | 1994     | 202    | atakujący    |
| 16 | Lévi Alves Cabral     | 1989     | 198    | przyjmujący  |
| 18 | Mehmet Ozbek          | 1984     | 183    | libero       |

### Sezon 2014/2015
| Nr | Imię i nazwisko       | Data ur. | Wzrost | Pozycja      |
| -- | --------------------- | -------- | ------ | ------------ |
| 1  | Hazirol Burak         | 1991     | 175    | libero       |
| 5  | Cevikel Rifat Erden   | 1992     | 197    | rozgrywający |
| 6  | Kemal Kayhan          | 1983     | 200    | środkowy     |
| 7  | Wout Wijsmans         | 1977     | 201    | przyjmujący  |
| 8  | Marcus Böhme          | 1985     | 211    | środkowy     |
| 9  | Ediz Kaan Firincioglu | 1993     | 198    | przyjmujący  |
| 10 | Arslan Ekşi           | 1985     | 199    | rozgrywający |
| 11 | Ugur Gunes            | 1993     | 203    | środkowy     |
| 12 | Miloš Nikić           | 1986     | 194    | przyjmujący  |
| 13 | Emin Gök              | 1988     | 204    | środkowy     |
| 14 | Ivan Miljković        | 1979     | 205    | atakujący    |
| 15 | Metin Toy             | 1994     | 202    | atakujący    |
| 17 | İzzet Ünver           | 1992     | 195    | przyjmujący  |
| 18 | KIilic Ramazan Serkan | 1984     | 187    | libero       |

### Sezon 2013/2014
| Nr | Imię i nazwisko       | Data ur. | Wzrost | Pozycja      |
| -- | --------------------- | -------- | ------ | ------------ |
| 1  | Turgay Doğan          | 1984     | 189    | przyjmujący  |
| 2  | Cem Koy               | 1994     | 190    | rozgrywający |
| 4  | Zafer Ceyhun Tendar   | 1987     | 187    | rozgrywający |
| 5  | Ibrahim Ersin Basaran | 1985     | 204    | środkowy     |
| 6  | Kemal Kayhan          | 1983     | 200    | środkowy     |
| 7  | Leonel Marshall       | 1979     | 200    | przyjmujący  |
| 8  | Burak Hazirol         | 1991     | 175    | libero       |
| 9  | Ediz Kaan Firincioglu | 1993     | 198    | przyjmujący  |
| 10 | Arslan Ekşi           | 1985     | 199    | rozgrywający |
| 11 | Ugur Gunes            | 1993     | 203    | środkowy     |
| 12 | Luiz Felipe Fonteles  | 1984     | 204    | przyjmujący  |
| 13 | Emin Gök              | 1988     | 204    | środkowy     |
| 14 | Ivan Miljković        | 1979     | 205    | atakujący    |
| 15 | Metin Toy             | 1994     | 202    | atakujący    |
| 17 | Thiago Alves          | 1986     | 194    | przyjmujący  |
| 18 | Ramazan Serkan Kilic  | 1984     | 187    | libero       |

### Sezon 2012/2013
| Nr | Imię i nazwisko       | Data ur. | Wzrost | Pozycja      |
| -- | --------------------- | -------- | ------ | ------------ |
| 1  | Turgay Doğan          | 1984     | 189    | przyjmujący  |
| 3  | Ahmet Toçoğlu         | 1980     | 202    | środkowy     |
| 4  | Hakan Fertelli        | 1975     | 200    | środkowy     |
| 5  | Ibrahim Ersin Basaran | 1985     | 204    | środkowy     |
| 6  | Matej Černič          | 1978     | 194    | przyjmujący  |
| 7  | Leonel Marshall       | 1979     | 200    | przyjmujący  |
| 8  | Burak Hazirol         | 1991     | 175    | libero       |
| 9  | Soner Mezgitçi        | 1981     | 197    | przyjmujący  |
| 10 | Arslan Ekşi           | 1985     | 199    | rozgrywający |
| 11 | Kemal Kayhan          | 1983     | 200    | środkowy     |
| 12 | Novica Bjelica        | 1983     | 202    | środkowy     |
| 13 | Sercan Abanoz         | 1986     | 200    | rozgrywający |
| 14 | Ivan Miljković        | 1979     | 205    | atakujący    |
| 15 | Metin Toy             | 1994     | 202    | atakujący    |
| 16 | Frank Depestele       | 1977     | 191    | rozgrywający |
| 18 | Ramazan Serkan Kilic  | 1984     | 187    | libero       |

### Sezon 2011/2012
| Nr | Imię i nazwisko      | Data ur. | Wzrost | Pozycja      |
| -- | -------------------- | -------- | ------ | ------------ |
| 1  | Turgay Doğan         | 1984     | 189    | przyjmujący  |
| 3  | Ersin Durgut         | 1982     | 208    | atakujący    |
| 4  | Hakan Fertelli       | 1975     | 200    | środkowy     |
| 5  | Erden Çevikel        | 1992     | 196    | rozgrywający |
| 6  | Kemal Kayhan         | 1983     | 200    | środkowy     |
| 7  | Leonel Marshall      | 1979     | 200    | przyjmujący  |
| 8  | Rodrigo Quiroga      | 1987     | 190    | przyjmujący  |
| 9  | Soner Mezgitçi       | 1981     | 197    | przyjmujący  |
| 10 | Arslan Ekşi          | 1985     | 199    | rozgrywający |
| 11 | Uğur Güneş           | 1993     | 202    | środkowy     |
| 12 | Tomislav Čošković    | 1979     | 200    | przyjmujący  |
| 13 | Burak Hazirol        | 1991     | 175    | libero       |
| 14 | Ivan Miljković       | 1979     | 205    | atakujący    |
| 15 | Emre Batur           | 1988     | 201    | przyjmujący  |
| 16 | İzzet Ünver          | 1992     | 192    | przyjmujący  |
| 18 | Ramazan Serkan Kilic | 1984     | 187    | libero       |

### Sezon 2010/2011

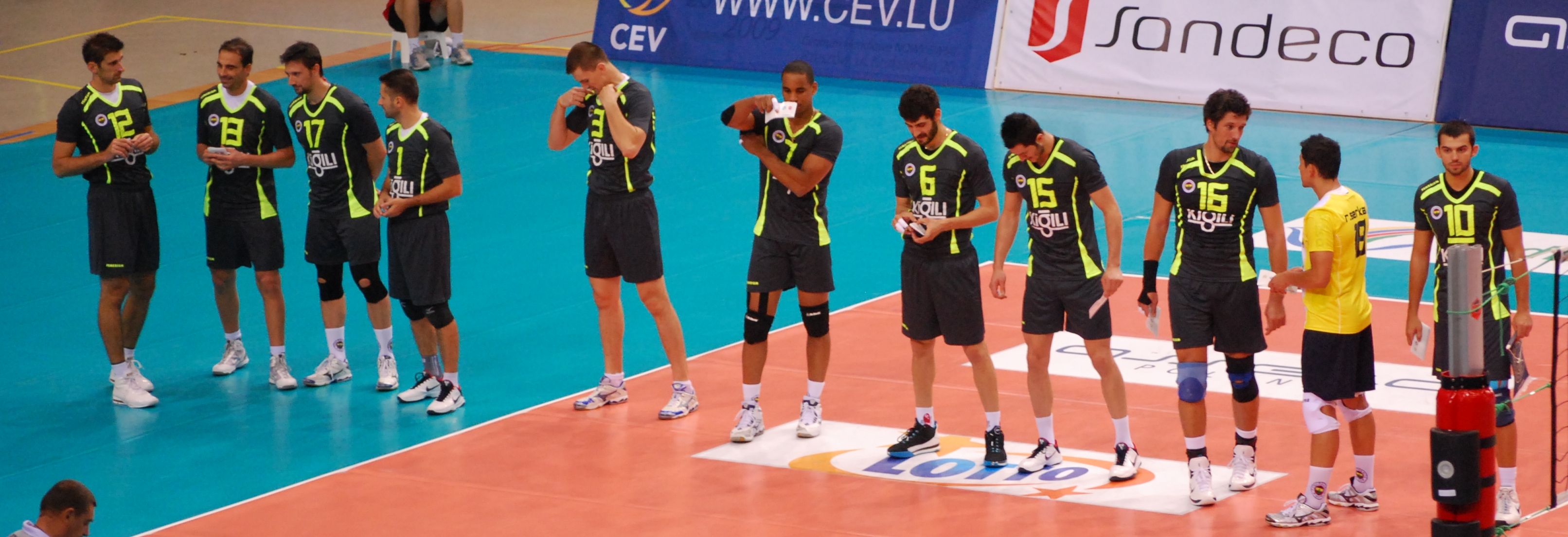
Zawodnicy Fenerbahçe SK w sezonie 2010/2011

| Nr | Imię i nazwisko      | Data ur. | Wzrost | Pozycja      |
| -- | -------------------- | -------- | ------ | ------------ |
| 1  | Burak Yavuz          | 1975     | 185    | rozgrywający |
| 3  | Ersin Durgut         | 1982     | 208    | atakujący    |
| 5  | Erden Çevikel        | 1992     | 196    | rozgrywający |
| 6  | Kemal Kayhan         | 1983     | 200    | środkowy     |
| 7  | Leonel Marshall      | 1979     | 200    | przyjmujący  |
| 10 | Arslan Ekşi          | 1985     | 199    | rozgrywający |
| 12 | Tomislav Čošković    | 1979     | 200    | przyjmujący  |
| 13 | Cengizhan Kartaltepe | 1974     | 190    | libero       |
| 14 | Ivan Miljković       | 1979     | 205    | atakujący    |
| 15 | Emre Batur           | 1988     | 201    | przyjmujący  |
| 16 | Andrija Gerić        | 1977     | 203    | środkowy     |
| 17 | İsmail Cem Kurtar    | 1982     | 193    | przyjmujący  |
| 18 | Ramazan Serkan Kilic | 1984     | 187    | libero       |

### Sezon 2009/2010
| Nr | Imię i nazwisko      | Data ur. | Wzrost | Pozycja      |
| -- | -------------------- | -------- | ------ | ------------ |
| 1  | Burak Yavuz          | 1975     | 185    | rozgrywający |
| 2  | Lukáš Diviš          | 1986     | 201    | przyjmujący  |
| 6  | Kemal Kayhan         | 1983     | 200    | środkowy     |
| 7  | Cengizhan Kartaltepe | 1974     | 190    | libero       |
| 8  | Gabriel Gardner      | 1976     | 209    | przyjmujący  |
| 9  | Özkan Hayırlı        | 1984     | 200    | środkowy     |
| 10 | Arslan Ekşi          | 1985     | 199    | rozgrywający |
| 11 | Uğur Güneş           | 1993     | 202    | środkowy     |
| 12 | Tomislav Čošković    | 1979     | 200    | przyjmujący  |
| 14 | Yasin Sancak         | 1978     | 198    | środkowy     |
| 15 | Emre Batur           | 1988     | 201    | przyjmujący  |
| 17 | İsmail Cem Kurtar    | 1982     | 193    | przyjmujący  |
| 18 | Ramazan Serkan Kilic | 1984     | 187    | libero       |

### Sezon 2008/2009
| Nr | Imię i nazwisko      | Data ur. | Wzrost | Pozycja      |
| -- | -------------------- | -------- | ------ | ------------ |
| 1  | Burak Yavuz          | 1975     | 185    | rozgrywający |
| 3  | Emre Batur           | 1988     | 201    | przyjmujący  |
| 6  | Barış Hamaz          | 1976     | 200    | środkowy     |
| 7  | Murat Aslan          | 1986     | 192    | atakujący    |
| 8  | Arslan Ekşi          | 1985     | 199    | rozgrywający |
| 9  | Ali Peçen            | 1969     | 192    | przyjmujący  |
| 10 | Vladimir Grbić       | 1970     | 193    | przyjmujący  |
| 11 | Brook Billings       | 1980     | 196    | atakujący    |
| 12 | Tomislav Čošković    | 1979     | 200    | przyjmujący  |
| 14 | Fatih Ulusoy         | 1980     | 208    | środkowy     |
| 15 | Hakan Fertelli       | 1975     | 200    | środkowy     |
| 18 | Ramazan Serkan Kilic | 1984     | 187    | libero       |

### Sezon 2007/2008
| Nr | Imię i nazwisko   | Data ur. | Wzrost | Pozycja      |
| -- | ----------------- | -------- | ------ | ------------ |
| 1  | Murat Aslan       | 1986     | 192    | atakujący    |
| 3  | Emre Batur        | 1988     | 201    | przyjmujący  |
| 5  | Resul Tekeli      | 1986     | 202    | środkowy     |
| 6  | Barış Hamaz       | 1976     | 200    | środkowy     |
| 7  | Kadir Arslan      | 1977     | 194    | przyjmujący  |
| 8  | Arslan Ekşi       | 1985     | 199    | rozgrywający |
| 9  | Ali Peçen         | 1969     | 192    | przyjmujący  |
| 10 | Vladimir Grbić    | 1970     | 193    | przyjmujący  |
| 11 | Ernardo Gómez     | 1982     | 195    | atakujący    |
| 12 | Tomislav Čošković | 1979     | 200    | przyjmujący  |
| 13 | Berat Kısal       | 1986     | 192    | przyjmujący  |
| 15 | Hakan Fertelli    | 1975     | 200    | środkowy     |
| 17 | Furkan Yalçınkaya | 1986     | 198    | przyjmujący  |